# Lędziny
Lędziny é um município da Polônia, na voivodia da Silésia e no condado de Bieruń-Lędziny. Estende-se por uma área de 31,65 km², com 16 807 habitantes, segundo os censos de 2016, com uma densidade de 531,0 hab/km².